# Ulrich von Lenzburg
Ulrich von  Lenzburg oder Ulrich Ribi (* vor 1325; † 25. März 1355 in Sargans) war von 1331 bis 1355 Bischof von Chur.

## Leben
Ulrich, ein Augustinereremit, wird erstmals 1325 als Prior und Lektor der Theologie in Mainz erwähnt. Er war bis 1328 Beichtvater des Mainzer Erzbischofs Matthias von Buchegg, wurde anschließend päpstlicher Pönitentiar. Ulrich stand im Streit um die Herrschaft im Reich auf der Seite der Gegner Ludwigs des Bayern. Er wurde 1331 Bischof von Chur. Die Synode von Speyer, die im Konflikt zwischen Kaiser Ludwig IV. und dem Papst zu vermitteln versuchte, sandte ihn 1338 zu Papst Benedikt XII. nach Avignon. In den Kämpfen  um die Grafschaft Tirol zwischen den Wittelsbachern, Luxemburgern und Habsburgern war er ein Verbündeter des böhmischen Königs Karl IV. 1347 geriet er in die Gefangenschaft  Ludwigs des Brandenburgers, der den Besitz des Hochstiftes Chur in Tirol besetzte. Er weilte mehrfach am Hofe Karls IV. in Prag, der ihn für seine Unterstützung entschädigte und ihn privilegierte. In den Jahren 1352 und 1354 unterstützte er Albrecht II. von Österreich gegen die Eidgenossen und Zürich.